# Ragadia simplex
Ragadia simplex är en fjärilsart som beskrevs av Fawcett 1897. Ragadia simplex ingår i släktet Ragadia och familjen praktfjärilar. Inga underarter finns listade.